# Copa Libertadores da América de Futebol Feminino de 2021
A Copa Libertadores da América de Futebol Feminino de 2021, oficialmente CONMEBOL Libertadores Femenina 2021, foi a décima terceira edição da competição organizada pela Confederação Sul-Americana de Futebol (CONMEBOL). O torneio seria disputado em Santiago, no Chile, entre 30 de setembro e 16 de outubro de 2021. Entretanto, em 13 de agosto de 2021, a CONMEBOL anunciou a mudança de sede, bem como a alteração nas datas. Deste modo, o torneio foi realizado entre 3 de novembro e 21 de novembro de 2021, sendo a fase de grupos, as quartas de finais e as semifinais disputadas no Paraguai, e a final ocorrendo em Montevidéu, no Uruguai.
O Corinthians sagrou-se campeão, vencendo o Santa Fe por 2–0, em 21 de novembro.

## Equipes classificadas
As seguintes 16 equipes das 10 federações filiadas à CONMEBOL se qualificarão para o torneio:
- Campeão da Libertadores Feminina de 2020
- Uma vaga adicional ao país-anfitrião
- Duas vagas para as quatro melhores associações de acordo com o ranking histórico da competição até a edição de 2020
- Uma vaga para as seis associações restantes

Ranking (CONMEBOL)
1. Brasil: 220 pontos
2. Chile: 136 pontos
3. Colômbia: 120 pontos
4. Paraguai: 104 pontos
5. Argentina: 90 pontos
6. Venezuela: 77 pontos
7. Equador: 60 pontos
8. Uruguai: 43 pontos
9. Bolívia: 38 pontos
10. Peru: 29 pontos

| Associação           | Equipe               | Classificação                                                                         |
| -------------------- | -------------------- | ------------------------------------------------------------------------------------- |
| CONMEBOL             | Ferroviária          | Campeão da Libertadores Feminina de 2020                                              |
| CONMEBOL             | Cerro Porteño        | Campeão do Campeonato Paraguaio Feminino 2021 (representante do país-sede)            |
| Brasil · (2 vagas)   | Corinthians          | Campeão do Campeonato Brasileiro de 2020                                              |
| Brasil · (2 vagas)   | Avaí–Kindermann      | Vice-campeão do Campeonato Brasileiro de 2020                                         |
| Chile · (2 vagas)    | Santiago Morning     | Campeão do Torneo Transición 2020                                                     |
| Chile · (2 vagas)    | Universidad de Chile | Vice-campeão da Torneo Transición 2020                                                |
| Colômbia · (2 vagas) | Deportivo Cali       | Campeão da Liga Femenina 2021                                                         |
| Colômbia · (2 vagas) | Santa Fe             | Vice-campeão da Liga Femenina 2021                                                    |
| Paraguai · (2 vagas) | Sol de América       | Vice-campeão do Campeonato Paraguaio Feminino 2021                                    |
| Paraguai · (2 vagas) | Deportivo Capiatá    | 3.° colocado do Campeonato Paraguaio Feminino 2021 (vaga adicional ao país anfitrião) |
| Argentina · (1 vaga) | San Lorenzo          | Campeão do Torneo Femenino Apertura 2021                                              |
| Bolívia · (1 vaga)   | Real Tomayapo        | Campeão da Copa Simón Bolívar Femenina 2021                                           |
| Equador · (1 vaga)   | Deportivo Cuenca     | Campeão da Súperliga Femenina 2021                                                    |
| Peru · (1 vaga)      | Alianza Lima         | Campeão da Liga Femenina 2021                                                         |
| Uruguai · (1 vaga)   | Nacional             | Campeão do Campeonato Uruguaio Feminino 2020                                          |
| Venezuela · (1 vaga) | Yaracuyanos          | Campeão da Liga FUTVE Femenina 2021                                                   |

## Sedes
As partidas foram disputadas, até a fase semifinal, em duas sedes no Paraguai: Estádio Arsenio Erico e Estádio Manuel Ferreira, ambos em Assunção.

## Arbitragem
Em 21 de setembro de 2021, a CONMEBOL anunciou as árbitras, bem como as assistentes designadas para o torneio.
| Associação | Árbitras             | Assistentes                       |
| ---------- | -------------------- | --------------------------------- |
| Argentina  | Laura Fortunato      | Mariana de Almeida Daiana Milone  |
| Bolívia    | Adriana Farfán       | Inés Choque Maricela Urapuca      |
| Brasil     | Edina Alves Batista  | Neuza Back Leila Moreira          |
| Chile      | María Belén Carvajal | Loreto Toloza Cindy Nahuelcoy     |
| Colômbia   | María Victoria Daza  | Mary Blanco Nataly Arteaga        |
| Equador    | Susana Corella       | Mónica Amboya Viviana Segura      |
| Paraguay   | Zulma Quiñónez       | Nancy Fernández Laura Miranda     |
| Peru       | Elizabeth Tintaya    | Gabriela Moreno Mariana Aquino    |
| Uruguay    | Anahí Fernández      | Adela Sánchez Daiana Fernández    |
| Venezuela  | Emikar Calderas      | Migdalia Rodríguez Laura Cárdenas |

## Sorteio
Para o sorteio dos grupos da CONMEBOL Libertadores Feminina 2021, os clubes foram divididos em quatro potes com quatro times cada, sendo que as equipes do mesmo país não podem compor o mesmo grupo. No primeiro pote, foram alocadas automaticamente a atual campeã da competição e a equipe representante 1 do país sede, nas posições A1 e B1, respectivamente. As campeãs brasileiras e colombianas completaram o pote. As outras equipes foram postas de acordo com a posição da sua federação no torneio anterior. Com relação às vagas adicionais, os clubes provenientes de Brasil, Chile, Colômbia e Paraguai foram atribuídos ao pote 4.
| Pote 1                                               | Pote 2                                                   | Pote 3                                              | Pote 4                                                          |
| ---------------------------------------------------- | -------------------------------------------------------- | --------------------------------------------------- | --------------------------------------------------------------- |
| Ferroviária Cerro Porteño Corinthians Deportivo Cali | Santiago Morning San Lorenzo Sol de América Alianza Lima | Nacional Deportivo Cuenca Yaracuyanos Real Tomayapo | Avaí-Kindermann Universidad de Chile Santa Fe Deportivo Capiatá |

## Primeira fase
Os primeiros e segundos colocados de cada grupo avançaram para as quartas-de-finais da competição.
Os critérios de desempate estão estabelecidos na seguinte ordem: 1. Saldo de Gols; 2. Gols marcados e 3. Confronto direto.
| Legenda | Legenda                    |
| ------- | -------------------------- |
|         | Classificados à fase final |
|         | Eliminados                 |

### Grupo A
| Pos. | Equipe           | Pts | J | V | E | D | GP | GC | SG |
| ---- | ---------------- | --- | - | - | - | - | -- | -- | -- |
| 1    | Ferroviária      | 7   | 3 | 2 | 1 | 0 | 5  | 1  | +4 |
| 2    | Santa Fe         | 7   | 3 | 2 | 1 | 0 | 3  | 0  | +3 |
| 3    | Deportivo Cuenca | 3   | 3 | 1 | 0 | 2 | 5  | 3  | +2 |
| 4    | Sol de América   | 0   | 3 | 0 | 0 | 3 | 0  | 9  | –9 |

Confrontos
| Data  | Time 1           | Jogo | Time 2           |
| ----- | ---------------- | ---- | ---------------- |
| 3 nov | Ferroviária      | 3–0  | Sol de América   |
| 3 nov | Deportivo Cuenca | 0–1  | Santa Fe         |
| 6 nov | Ferroviária      | 2–1  | Deportivo Cuenca |
| 6 nov | Sol de América   | 0–2  | Santa Fe         |
| 9 nov | Santa Fe         | 0–0  | Ferroviária      |
| 9 nov | Sol de América   | 0–4  | Deportivo Cuenca |

### Grupo B
| Pos. | Equipe           | Pts | J | V | E | D | GP | GC | SG  |
| ---- | ---------------- | --- | - | - | - | - | -- | -- | --- |
| 1    | Avaí–Kindermann  | 7   | 3 | 2 | 1 | 0 | 6  | 1  | +5  |
| 2    | Cerro Porteño    | 6   | 3 | 2 | 0 | 1 | 4  | 2  | +2  |
| 3    | Santiago Morning | 4   | 3 | 1 | 1 | 1 | 5  | 2  | +3  |
| 4    | Yaracuyanos      | 0   | 3 | 0 | 0 | 3 | 1  | 11 | –10 |

Confrontos
| Data  | Time 1           | Jogo | Time 2           |
| ----- | ---------------- | ---- | ---------------- |
| 3 nov | Cerro Porteño    | 1–0  | Santiago Morning |
| 3 nov | Yaracuyanos      | 0–4  | Avaí-Kindermann  |
| 6 nov | Cerro Porteño    | 2–0  | Yaracuyanos      |
| 6 nov | Santiago Morning | 0–0  | Avaí-Kindermann  |
| 9 nov | Avaí-Kindermann  | 2–1  | Cerro Porteño    |
| 9 nov | Santiago Morning | 5–1  | Yaracuyanos      |

### Grupo C
| Pos. | Equipe               | Pts | J | V | E | D | GP | GC | SG  |
| ---- | -------------------- | --- | - | - | - | - | -- | -- | --- |
| 1    | Deportivo Cali       | 9   | 3 | 3 | 0 | 0 | 14 | 1  | +13 |
| 2    | Alianza Lima         | 6   | 3 | 2 | 0 | 1 | 6  | 2  | +4  |
| 3    | Universidad de Chile | 3   | 3 | 1 | 0 | 2 | 7  | 5  | +2  |
| 4    | Real Tomayapo        | 0   | 3 | 0 | 0 | 3 | 0  | 19 | –19 |

Confrontos
| Data   | Time 1               | Jogo | Time 2               |
| ------ | -------------------- | ---- | -------------------- |
| 4 nov  | Deportivo Cali       | 2–0  | Alianza Lima         |
| 4 nov  | Real Tomayapo        | 0–6  | Universidad de Chile |
| 7 nov  | Deportivo Cali       | 8–0  | Real Tomayapo        |
| 7 nov  | Alianza Lima         | 1–0  | Universidad de Chile |
| 10 nov | Universidad de Chile | 1–4  | Deportivo Cali       |
| 10 nov | Alianza Lima         | 5–0  | Real Tomayapo        |

### Grupo D
| Pos. | Equipe            | Pts | J | V | E | D | GP | GC | SG  |
| ---- | ----------------- | --- | - | - | - | - | -- | -- | --- |
| 1    | Corinthians       | 9   | 3 | 3 | 0 | 0 | 11 | 1  | +10 |
| 2    | Nacional          | 6   | 3 | 2 | 0 | 1 | 6  | 5  | +1  |
| 3    | San Lorenzo       | 3   | 3 | 1 | 0 | 2 | 1  | 4  | –3  |
| 4    | Deportivo Capiatá | 0   | 3 | 0 | 0 | 3 | 0  | 8  | –8  |

Confrontos
| Data   | Time 1            | Jogo | Time 2            |
| ------ | ----------------- | ---- | ----------------- |
| 4 nov  | Corinthians       | 2–0  | San Lorenzo       |
| 4 nov  | Nacional          | 3–0  | Deportivo Capiatá |
| 7 nov  | Corinthians       | 5–1  | Nacional          |
| 7 nov  | San Lorenzo       | 1–0  | Deportivo Capiatá |
| 10 nov | Deportivo Capiatá | 0–4  | Corinthians       |
| 10 nov | San Lorenzo       | 0–2  | Nacional          |

## Fase final
Os horários seguem o UTC-5.
|  | Quartas-de-final       | Quartas-de-final       |                        |          | Semifinais         | Semifinais        |  |  | Final                  | Final |
|  |                        |                        |                        |          |                    |                   |  |  |                        |       |
|  | 12 de novembro – 17:30 |                        |                        |          |                    |                   |  |  |                        |       |
|  |                        |                        |                        |          |                    |                   |  |  |                        |       |
|  | Ferroviária            | 3                      |                        |          |                    |                   |  |  |                        |       |
|  | Ferroviária            | 3                      | 15 de novembro – 17:30 |          |                    |                   |  |  |                        |       |
|  | Cerro Porteño          | 0                      |                        |          |                    |                   |  |  |                        |       |
|  | Cerro Porteño          | 0                      | Ferroviária            | 1 (2)    |                    |                   |  |  |                        |       |
|  | 12 de novembro – 20:00 |                        | Ferroviária            | 1 (2)    |                    |                   |  |  |                        |       |
|  |                        | Santa Fe (pen.)        | 1 (4)                  |          |                    |                   |  |  |                        |       |
|  | Avaí-Kindermann        | Santa Fe (pen.)        | 1 (4)                  | 2 (5)    |                    |                   |  |  |                        |       |
|  | Avaí-Kindermann        |                        | 21 de novembro – 20:00 | 2 (5)    |                    |                   |  |  |                        |       |
|  | Santa Fe (pen.)        | 2 (6)                  |                        |          |                    |                   |  |  |                        |       |
|  | Santa Fe (pen.)        | 2 (6)                  | Santa Fe               | 0        |                    |                   |  |  |                        |       |
|  | 13 de novembro – 17:30 |                        | Santa Fe               | 0        |                    |                   |  |  |                        |       |
|  |                        | Corinthians            | 2                      |          |                    |                   |  |  |                        |       |
|  | Deportivo Cali         | Corinthians            | 2                      | 1        |                    |                   |  |  |                        |       |
|  | Deportivo Cali         | 16 de novembro – 17:30 |                        | 1        |                    |                   |  |  |                        |       |
|  | Nacional               | 2                      |                        |          |                    |                   |  |  |                        |       |
|  | Nacional               | 2                      | Nacional               | 0        | Terceiro colocado  | Terceiro colocado |  |  |                        |       |
|  | 13 de novembro – 20:00 |                        | Nacional               | 0        | Terceiro colocado  | Terceiro colocado |  |  |                        |       |
|  |                        | Corinthians            | 8                      |          |                    |                   |  |  |                        |       |
|  | Corinthians            | Corinthians            | 8                      | 3        | Ferroviária (pen.) | 1 (3)             |  |  |                        |       |
|  | Corinthians            |                        |                        | 3        | Ferroviária (pen.) | 1 (3)             |  |  |                        |       |
|  | Alianza Lima           | 1                      |                        | Nacional | 1 (1)              |                   |  |  |                        |       |
|  | Alianza Lima           | 1                      |                        |          | 1 (1)              |                   |  |  |                        |       |
|  |                        |                        |                        |          |                    |                   |  |  | 18 de novembro – 17:30 |       |
|  |                        |                        |                        |          |                    |                   |  |  |                        |       |

### Final
| 21 de novembro | Santa Fe | 0 – 2     | Corinthians                     | Estádio Gran Parque Central, Montevidéu |
| 20:00 (UTC−5)  |          | Relatório | Adriana 10' · Gabi Portilho 42' | Árbitro: ARG Laura Fortunato            |

| Santa Fe | Corinthians |

| G              | 12 | Katherine Tapia    |     |     |
| LD             | 20 | Nairelis Gutiérrez |     | 86' |
| Z              | 5  | Nubiluz Rangel     |     |     |
| Z              | 14 | Mónica Ramos       |     |     |
| LE             | 6  | Viviana Acosta     |     |     |
| M              | 11 | Liana Salazar      | 35' |     |
| M              | 15 | Gisela Robledo     |     |     |
| M              | 10 | Fany Gauto         |     |     |
| A              | 18 | Kena Romero        |     | 46' |
| A              | 7  | Diana Celis        |     | 60' |
| A              | 9  | Joemar Guarecuco   |     | 60' |
| Substituições: |    |                    |     |     |
| G              | 1  | Yessica Velásquez  |     |     |
| Z              | 2  | Johannys Muñoz     |     |     |
| Z              | 3  | Leivis Ramos       |     | 86' |
| M              | 13 | Jessica Peña       |     | 60' |
| A              | 8  | Nelly Córdoba      |     |     |
| A              | 16 | Ivonne Chacón      |     | 46' |
| A              | 17 | Yisela Cuesta      |     | 60' |
| A              | 19 | Heidy Mosquera     |     |     |
| Técnico:       |    |                    |     |     |
| Albeiro Erazo  |    |                    |     |     |

| G              | 12 | Kemelli           |     |     |
| LD             | 2  | Katiuscia         |     | 68' |
| Z              | 4  | Giovanna Campiolo |     |     |
| Z              | 15 | Yasmim            | 26' |     |
| LE             | 6  | Juliete           |     |     |
| M              | 8  | Diany             |     | 78' |
| M              | 10 | Gabi Zanotti      |     |     |
| A              | 18 | Gabi Portilho     |     | 86' |
| A              | 14 | Tamires           |     | 86' |
| A              | 17 | Vic Albuquerque   |     | 68' |
| A              | 16 | Adriana           |     |     |
| Substituições: |    |                   |     |     |
| G              | 1  | Natascha          |     |     |
| Z              | 3  | Pardal            |     |     |
| Z              | 19 | Poliana           |     | 68' |
| M              | 5  | Ingryd            |     | 78' |
| M              | 7  | Grazi             |     | 86' |
| M              | 20 | Andressinha       |     | 86' |
| A              | 9  | Jheniffer         |     | 68' |
| A              | 13 | Cacau             |     |     |
| Técnico:       |    |                   |     |     |
| Arthur Elias   |    |                   |     |     |

Regulamento
- 90 minutos.
- Disputa de pênaltis se persistir o empate
- Nove substitutas
- Máximo de cinco substituições

## Premiação
| Copa Libertadores da América de Futebol Feminino de 2021 |
| Brasil                                                   |
| -------------------------------------------------------- |
| CORINTHIANS Campeão (3.º título)                         |

## Seleção da temporada
A seleção das principais jogadoras da competição foi anunciada pela CONMEBOL após o seu término:
| Posição          | Jogador           | Clube          |
| ---------------- | ----------------- | -------------- |
| Goleira          | Katherine Tapia   | Santa Fe       |
| Lateral-direita  | Poliana           | Corinthians    |
| Zagueira         | Giovanna Campiolo | Corinthians    |
| Zagueira         | Kelly Caicedo     | Deportivo Cali |
| Lateral-esquerdo | Tamires           | Corinthians    |
| Meias            | Fany Gauto        | Santa Fe       |
| Meias            | Vic Albuquerque   | Corinthians    |
| Meias            | Gabi Zanotti      | Corinthians    |
| Atacantes        | Adriana           | Corinthians    |
| Atacantes        | Linda Caicedo     | Deportivo Cali |
| Atacantes        | Gisela Robledo    | Santa Fe       |